# 中華穀類食品工業技術研究所
中華穀類食品工業技術研究所（簡稱穀研所，英文縮寫CGPRDI），是設立於新北市八里區的中華民國財團法人，為台灣極為重要的穀類研發機構。

## 大事紀
- 1959年，創辦人苗育秀協同全國工業總會為響應政府推廣麵食政策，邀請美援會（今經建會）、農復會（今農委會）、經濟部、內政部、教育部、糧食局（今農糧署）及麵粉公會，共同發起組織委員會。
- 1962年，民間團體組織成立「台灣區麵麥食品推廣執行委員會」，請束雲章（時任全國工業總會理事長）為首任主任委員，最初以推廣中式傳統麵點為主；政府單位則成立「台灣區麵麥食品推廣指導委員會」，負責督導麵食推廣[1]。
- 1963年，成立家常麵食推廣組成立，至台灣各地推廣及教授麵食。
- 1964年，改組為「台灣區麵麥食品推廣委員會」。
- 1967年，與美國小麥協會合作，增設烘焙人員技術訓練班及穀類化驗中心，開始培育烘焙從業人員，及從事各種穀類之化驗分析。
- 1971年，成立穀類化驗中心。
- 1982年，台灣區麵麥食品推廣委員會改組為「財團法人中華麵麥食品工業技術研究所」。
- 1984年，搬遷至臺北縣八里鄉。
- 1985年，舉辦第一屆丙級「烘焙食品技術士技能檢定」術科考試。
- 1987年，與日本菓子專門學校締結姐妹校。舉辦第一屆乙級「烘焙食品技術士技能檢定」術科考試。
- 1988年，改名為「財團法人中華穀類食品工業技術研究所」。
- 1996年，組織擴編為五個部門（研究發展組、化驗組、技術輔導組、傳統食品訓練推廣組、烘焙食品訓練推廣組。
- 1999年，與法國藍帶學校（Le Cordon Bleu）合作。
- 2003年，協助南京師範大學建立金陵烘焙技術研究與培訓中心。
- 2007年，烘焙組施坤河組長帶領台灣麵包代表隊赴大陸廣州參加亞洲區選拔賽，榮獲第一名，並獲得參加2008年法國世界杯比賽代表權（隔年取得世界亞軍）。施坤河組長帶領武子靖選手，參加「第39屆國際技能競賽」獲得麵包類銀牌。代表中華民國參與ICC（國際穀類暨技術學會）並擔任聯繫窗口。
- 2010年，行政院衛生署依《食品衛生管理法》規定審議通過穀研所為食品衛生檢驗機構。
- 2011年，辦理ICC（國際穀類暨技術學會）穀物食品黴菌毒素國際研討會。帶領台灣代表隊赴四川成都參與第二屆「中華發酵麵食大賽」，代表隊獲得個人第一名，團體第二名，及團體第三名。
- 2012年，成為食品安全管制系統（HACCP）訓練機關 (構) 。由台灣區烘焙競賽委員會2010年選出台灣代表隊選手赴法國巴黎參加2012世界杯麵包大賽，取得第三名以及種子隊資格，將直接參加下屆於巴黎舉辦之比賽。

## 組織
- 監察人會
  - 常駐監察人
- 董事會（設主辦稽核、董事會秘書）
  - 董事長
    - 所長
      - 副所長
      - 顧問

單位
- 研究發展組
- 化驗組
- 技術輔導組
- 傳統食品訓練推廣組
- 烘焙食品訓練推廣組
- 企劃及招生組
- 會計室
- 總務室

## 出版品
- 烘焙工業雙月刊
- 烘焙(穀類)專業叢書：共有〈實用麵包製作技術〉、〈蛋糕與西點〉、〈蛋糕裝飾-基礎篇〉、〈麵條加工技術〉、〈法式點心專輯〉、〈甜點藝術專輯〉、〈世界名師示範講習產品精粹〉、〈中式麵點製作技術〉、〈中式麵食(冷水麵與燙麵)〉、〈中式麵食(發麵類麵食)〉、〈中式麵食(酥糕類麵食)〉、〈中式麵食(燒餅與油炸類)〉、〈世界名師示範講習產品精粹(二)〉、〈台灣飲食革命：麵食文化與烘焙產業〉等14本。

## 外部連結
- 中華穀類食品工業技術研究所 （页面存档备份，存于）